# حمدة (أرحب)

تعديل مصدري - تعديل

حمدة هي إحدى قرى عزلة المنصور بمديرية أرحب التابعة لمحافظة صنعاء، بلغ تعداد سكانها 226 نسمة حسب تعداد اليمن لعام 2004.